# 辽河碘泡虫
辽河碘泡虫（学名：Myxobolus lianhoensis）为碘泡科碘泡虫属的动物。在中国，分布于辽宁、湖北、海南、浙江等，营寄生生活，寄生在条纹二须鲃的体表。